# اينزو إيد
اينزو إيد هو سائق سباق بلجيكي، ولد في 22 يونيو 1991 في تيلت ‏ في بلجيكا.

## وصلات خارجية
- اينزو إيد على موقع DriverDB.com (الإنجليزية)